# Йоке Ван Леувен
Йоке ван Леувен (нід. Joke van Leeuwen) — нідерландська письменниця, поет та ілюстратор.

## Біографія

### Ранні роки
Йоке ван Леувен народилась у Гаазі 1952 року, втім уже за два роки її сім'я переїхала жити в Амстердам. Її батько був богословом, і велика родина Леувен часто змінювала місце проживання. За своє життя Йоке встигла пожити у Брюсселі, Зеттені й Маастрихті, від 2002 року вона живе в Антверпені.
Вона вивчала графічне мистецтво в Королівській академії витончених мистецтв в Антверпені, а також історію в Брюссельському вільному університеті.

### Творчість
1978 року вийшла її перша книга — «De Appelmoesstraat is anders», а 1979 — «Дім із сімома кімнатами» (Een huis met zeven kamers), за котру вона отримала премію «Срібний грифель», а за ілюстрації до неї «Золотий пензель». Йоке багаторазово отримувала різні літературні премії й, окрім того, вона була номінована на «Премію Андерсона» (IBBY) та «Меморіальну премію Астрід Ліндгрен».
Попри те, що Йоке більше відома як дитячий письменник, вона пише не лише дитячі твори. Для дорослої аудиторії 2008 року вона написала роман «Alles nieuw», а до того також вірші «De tjilpmachine» (1990) і «Wuif de mussen uit» (2006).
Окрім своєї основної діяльності, вона також працює на телебаченні та пише п'єси.

## Нагороди
- 1980 «Срібний грифель» — Дім із сімома кімнатами / Een huis met zeven kamers
- 1980 «Золотий пензель» — Дім із сімома кімнатами / Een huis met zeven kamers
- 1982 «Срібний грифель» — De metro van Magnus
- 1986 «Срібний пензель» — Deesje
- 1986 «Золотий грифель» — Deesje
- 1988 «Deutscher Jugendliteraturpreis» — Deesje
- 1988 «Срібний грифель» — We zijn allang begonnen, maar nu begint het echt
- 1993 «Срібний грифель» — Niet Wiet, wel Nel
- 1995 «C. Buddingh'-prijs» — Laatste lezers
- 1996 «Срібний грифель» — Ik ben ik
- 1997 «Срібний грифель» — Пип! /Iep!
- 1997 «Woutertje Pieterse Prijs» — Пип! /Iep!
- 1997 «Золота Сова» — Пип! /Iep!
- 1999 «Срібний грифель» — Kukel
- 1999 «Libris Woutertje Pieterseprijs» — Bezoekjaren
- 1999 «Jany Smelik Ibby-prijs» — Bezoekjaren
- 2000 Премія «Theo Thijssenprijs» за творчість
- 2005 «Plantin-Moretusprijs» — Waarom een buitenboordmotor eenzaam is
- 2005 «Срібний грифель» — Waarom een buitenboordmotor eenzaam is
- 2007 «Золотий пензель» — Heb je mijn zusje gezien?
- 2010 Премія «Золоте гусине перо» за творчість
- 2012 Премія «Constantijn Huygens-prijs» за творчість
- 2013 AKO Literatuurprijs[en] за роман Feest van het begin

## Екранізації
За книгою «Піп!» був знятий художній фільм, який увійшов до програми Берлінського міжнародного кінофестивалю 2010 року.